# BluVolley Verona 2014-2015
Questa voce raccoglie le informazioni riguardanti il BluVolley Verona nelle competizioni ufficiali della stagione 2014-2015.

## Stagione
La stagione 2014-15 è per il BluVolley Verona, sponsorizzato da Calzedonia, l'undicesima, la settima consecutiva, in Superlega; viene confermato sia l'allenatore Andrea Giani sia buona parte della rosa come Mitja Gasparini, Aidan Zingel, Simone Anzani, Adam White e Nicola Pesaresi: alle cessioni di Dante Boninfante, Andrea Coali, Nikola Kovačević e Thijs ter Horst fanno seguito gli acquisti di Manuel Coscione, Sam Deroo, Carmelo Gitto e Taylor Sander.
Il campionato inizia con una serie di gare dai risultati altalenanti: dalla settima alla decima giornata il club di Verona mette a segno quattro vittorie consecutive, per poi perdere contro il Modena Volley e vincere l'ultima del girone di andata sulla Pallavolo Città di Castello, chiudendo al quinto posto e qualificandosi per la Coppa Italia. Nelle prime nove giornate del girone di ritorno i veneti vincono otto partite: dopo aver essere stati sconfitti dal Gruppo Sportivo Porto Robur Costa e dal Modena Volley, si aggiudicano l'ultima partita di regular season, confermando il quinto posto in classifica. Nei quarti di finale dei play-off scudetto sfidano la Sir Safety Perugia: dopo aver vinto gara 1 in trasferta, perdono sia gara 2 che gara 3 con il punteggio di 3-0, venendo eliminati dalla corsa al titolo di campione d'Italia.
Il BluVolley Verona partecipa alla Coppa Italia grazie al quinto posto al termine del girone di andata della Superlega 2014-15: incontra nei quarti di finale la Sir Safety di Perugia la quale vince 3-0, proseguendo il cammino nella competizione ed eliminando i veronesi..

## Organigramma societario
Area direttiva
- Presidente: Nereo Destri
- Consulente legale: Stefano Fanini
- Amministratore delegato: Piero Rebaudengo
- Segreteria: Chiara Paganotto
- Amministrazione: Massimo Ziggiotto

Area organizzativa
- Team manager: Gian Andrea Marchesi
- Consigliere: Luca Bazzoni, Natalino Bettin, Andrea Corsini, Stefano Magrini
- Logistica prima squadra: Milan Grubor, Claudio Tamanini

Area tecnica
- Allenatore: Andrea Giani
- Allenatore in seconda: Matteo De Cecco
- Scout man: Paolo Rossi

Area comunicazione
- Responsabile comunicazione: Gian Paolo Zaffani

Area marketing
- Ufficio marketing: Gian Paolo Zaffani, Carolina Betteli
- Responsabile commerciale: Roberto Brughera

Area sanitaria
- Responsabile staff medico: Giorgio Pasetto
- Medico: Anselmo Pallone
- Preparatore atletico: Oscar Berti
- Fisioterapista: Marco Zenato (fino al 9 novembre 2014), Leo Arici (dal 29 novembre 2014), Claudio Bignotti (dall'8 novembre 2014), Fabio Rossin (dal 6 dicembre 2014)

## Rosa
| N° | Nome             | Ruolo | Data di nascita  | Nazionalità sportiva |
| -- | ---------------- | ----- | ---------------- | -------------------- |
| 1  | Aidan Zingel     | C     | 19 novembre 1990 | Australia            |
| 2  | Manuel Coscione  | P     | 29 gennaio 1980  | Italia               |
| 3  | Nicola Pesaresi  | L     | 11 febbraio 1991 | Italia               |
| 4  | Carmelo Gitto    | C     | 3 luglio 1987    | Italia               |
| 5  | Alessandro Blasi | P     | 22 marzo 1992    | Italia               |
| 6  | Mitja Gasparini  | S/O   | 26 giugno 1984   | Slovenia             |
| 7  | Sam Deroo        | S     | 29 aprile 1992   | Belgio               |
| 9  | Adam White       | S     | 8 novembre 1989  | Australia            |
| 11 | Federico Centomo | L     | 11 novembre 1992 | Italia               |
| 13 | Giacomo Bellei   | S/O   | 7 febbraio 1988  | Italia               |
| 14 | Luca Borgogno    | S     | 27 aprile 1993   | Italia               |
| 15 | Taylor Sander    | S     | 17 marzo 1992    | Stati Uniti          |
| 17 | Simone Anzani    | C     | 24 febbraio 1992 | Italia               |

## Mercato
| Acquisti | Acquisti        | Acquisti          | Acquisti   |
| R.       | Nome            | da                | Modalità   |
| -------- | --------------- | ----------------- | ---------- |
| S        | Luca Borgogno   | Corigliano Volley | definitivo |
| P        | Manuel Coscione | Piemonte          | definitivo |
| S        | Sam Deroo       | Modena            | definitivo |
| C        | Carmelo Gitto   | Top Volley Latina | definitivo |
| S        | Taylor Sander   | Brigham Young     | definitivo |

| Cessioni | Cessioni             | Cessioni          | Cessioni   |
| R.       | Nome                 | a                 | Modalità   |
| -------- | -------------------- | ----------------- | ---------- |
| P        | Dante Boninfante     | Modena            | definitivo |
| C        | Andrea Coali         | AVS               | definitivo |
| S        | Pasquale Gabriele    | Porto Robur Costa | definitivo |
| S        | Juan Manuel González | Río Duero Soria   | definitivo |
| S        | Nikola Kovačević     | Shanghai          | definitivo |
| S        | Thijs ter Horst      | Piacenza          | definitivo |

## Risultati

### Superlega

#### Girone di andata
| 1ª giornata - 18 ottobre 2014 PalaFontescodella, Macerata    | Lube               | 3 - 1 | BluVolley Verona   | 22-25, 25-21, 25-19, 27-25        |
| 2ª giornata - 26 ottobre 2014 PalaOlimpia, Verona            | BluVolley Verona   | 3 - 0 | Powervolley Milano | 25-20, 25-21, 25-22               |
| 3ª giornata - 29 ottobre 2014 PalaBanca, Piacenza            | Piacenza           | 3 - 0 | BluVolley Verona   | 25-22, 25-13, 25-22               |
| 4ª giornata - 1º novembre 2014 PalaOlimpia, Verona           | BluVolley Verona   | 3 - 0 | Trentino           | 25-14, 25-23, 25-16               |
| 5ª giornata - 9 novembre 2014 PalaEvangelisti, Perugia       | Sir Safety Perugia | 3 - 1 | BluVolley Verona   | 25-22, 26-24, 22-25, 25-20        |
| 6ª giornata - 16 novembre 2014 PalaOlimpia, Verona           | BluVolley Verona   | 1 - 3 | Top Volley Latina  | 22-25, 15-25, 27-25, 22-25        |
| 7ª giornata - 23 novembre 2014 Palazzetto dello Sport, Monza | Milano             | 0 - 3 | BluVolley Verona   | 16-25, 21-25, 27-29               |
| 8ª giornata - 30 novembre 2014 PalaOlimpia, Verona           | BluVolley Verona   | 3 - 1 | Padova             | 26-28, 25-21, 25-22, 25-21        |
| 9ª giornata - 7 dicembre 2014 PalaPoli, Molfetta             | Molfetta           | 0 - 3 | BluVolley Verona   | 24-26, 14-25, 24-26               |
| 10ª giornata - 14 dicembre 2014 PalaOlimpia, Verona          | BluVolley Verona   | 3 - 0 | Porto Robur Costa  | 25-22, 25-18, 25-14               |
| 12ª giornata - 26 dicembre 2014 PalaPanini, Modena           | Modena             | 3 - 2 | BluVolley Verona   | 25-20, 22-25, 21-25, 32-30, 15-12 |
| 13ª giornata - 28 dicembre 2014 PalaOlimpia, Verona          | BluVolley Verona   | 3 - 0 | Città di Castello  | 25-22, 25-20, 25-19               |

#### Girone di ritorno
| 14ª giornata - 3 gennaio 2015 PalaOlimpia, Verona                | BluVolley Verona   | 3 - 1 | Lube               | 25-17, 25-23, 18-25, 25-22        |
| 15ª giornata - 18 gennaio 2015 PalaDesio, Desio                  | Powervolley Milano | 0 - 3 | BluVolley Verona   | 20-25, 18-25, 16-25               |
| 16ª giornata - 24 gennaio 2015 PalaOlimpia, Verona               | BluVolley Verona   | 3 - 1 | Piacenza           | 25-21, 25-27, 25-19, 25-22        |
| 17ª giornata - 31 gennaio 2015 PalaTrento, Trento                | Trentino           | 3 - 0 | BluVolley Verona   | 25-19, 25-22, 25-13               |
| 18ª giornata - 8 febbraio 2015 PalaOlimpia, Verona               | BluVolley Verona   | 3 - 2 | Sir Safety Perugia | 34-32, 25-20, 18-25, 18-25, 17-15 |
| 19ª giornata - 14 febbraio 2015 PalaBianchini, Latina            | Top Volley Latina  | 2 - 3 | BluVolley Verona   | 25-21, 25-23, 22-25, 36-38, 11-15 |
| 20ª giornata - 21 febbraio 2015 PalaOlimpia, Verona              | BluVolley Verona   | 3 - 1 | Milano             | 17-25, 25-20, 25-20, 25-23        |
| 21ª giornata - 1º marzo 2015 PalaFabris, Padova                  | Padova             | 1 - 3 | BluVolley Verona   | 25-23, 15-25, 23-25, 21-25        |
| 22ª giornata - 8 marzo 2015 PalaOlimpia, Verona                  | BluVolley Verona   | 3 - 1 | Molfetta           | 25-23, 23-25, 25-14, 25-15        |
| 23ª giornata - 15 marzo 2015 PalaGalassi, Forlì                  | Porto Robur Costa  | 3 - 0 | BluVolley Verona   | 25-18, 25-17, 25-15               |
| 25ª giornata - 29 marzo 2015 PalaOlimpia, Verona                 | BluVolley Verona   | 0 - 3 | Modena             | 23-25, 21-25, 17-25               |
| 26ª giornata - 5 aprile 2015 Palazzetto dello Sport, Sansepolcro | Città di Castello  | 1 - 3 | BluVolley Verona   | 24-26, 18-25, 25-13, 18-25        |

#### Play-off scudetto
| Quarti di finale (gara 1) - 11 aprile 2015 PalaEvangelisti, Perugia | Sir Safety Perugia | 2 - 3 | BluVolley Verona   | 18-25, 25-21, 16-25, 25-21, 12-15 |
| Quarti di finale (gara 2) - 19 aprile 2015 PalaOlimpia, Verona      | BluVolley Verona   | 1 - 3 | Sir Safety Perugia | 19-25, 14-25, 26-24, 23-25        |
| Quarti di finale (gara 3) - 2 aprile 2015 PalaEvangelisti, Perugia  | Sir Safety Perugia | 3 - 1 | BluVolley Verona   | 25-20, 21-25, 26-24, 21-18        |

### Coppa Italia

#### Fase a eliminazione diretta
| Quarti di finale - 6 gennaio 2015 PalaEvangelisti, Perugia | Sir Safety Perugia | 3 - 0 | BluVolley Verona | 25-13, 29-27, 25-22 |

## Statistiche

### Statistiche di squadra
| Competizione | Punti | In casa | In casa | In casa | In trasferta | In trasferta | In trasferta | Totale | Totale | Totale |
| Competizione | Punti | G       | V       | P       | G            | V            | P            | G      | V      | P      |
| ------------ | ----- | ------- | ------- | ------- | ------------ | ------------ | ------------ | ------ | ------ | ------ |
| Superlega    | 47    | 13      | 10      | 3       | 14           | 7            | 7            | 27     | 17     | 10     |
| Coppa Italia | -     | -       | -       | -       | 1            | 0            | 1            | 1      | 0      | 1      |
| Totale       | -     | 13      | 10      | 3       | 15           | 7            | 8            | 28     | 17     | 11     |

G = partite giocate; V = partite vinte; P = partite perse

### Statistiche dei giocatori
| Giocatore    | Superlega | Superlega | Superlega | Superlega | Superlega | Coppa Italia | Coppa Italia | Coppa Italia | Coppa Italia | Coppa Italia | Totale | Totale | Totale | Totale | Totale |
| Giocatore    | P         | PT        | AV        | MV        | BV        | P            | PT           | AV           | MV           | BV           | P      | PT     | AV     | MV     | BV     |
| ------------ | --------- | --------- | --------- | --------- | --------- | ------------ | ------------ | ------------ | ------------ | ------------ | ------ | ------ | ------ | ------ | ------ |
| S. Anzani    | 27        | 239       | 148       | 77        | 14        | 1            | 6            | 4            | 2            | 0            | 28     | 245    | 152    | 79     | 14     |
| G. Bellei    | 25        | 30        | 20        | 0         | 10        | 1            | 10           | 9            | 1            | 0            | 26     | 40     | 29     | 1      | 10     |
| A. Blasi     | 4         | 1         | 0         | 0         | 1         | 0            | 0            | 0            | 0            | 0            | 4      | 1      | 0      | 0      | 1      |
| L. Borgogno  | 3         | 2         | 2         | 0         | 0         | 0            | 0            | 0            | 0            | 0            | 3      | 2      | 2      | 0      | 0      |
| F. Centomo   | 4         | -         | -         | -         | -         | 0            | -            | -            | -            | -            | 4      | -      | -      | -      | -      |
| M. Coscione  | 27        | 50        | 14        | 17        | 19        | 1            | 2            | 0            | 1            | 1            | 28     | 52     | 14     | 18     | 20     |
| S. Deroo     | 26        | 338       | 274       | 41        | 23        | 1            | 5            | 3            | 2            | 0            | 27     | 343    | 277    | 43     | 23     |
| M. Gasparini | 26        | 380       | 304       | 27        | 49        | 1            | 2            | 2            | 0            | 0            | 27     | 382    | 306    | 27     | 49     |
| C. Gitto     | 17        | 15        | 8         | 5         | 2         | 0            | 0            | 0            | 0            | 0            | 17     | 15     | 8      | 5      | 2      |
| N. Pesaresi  | 27        | -         | -         | -         | -         | 1            | -            | -            | -            | -            | 28     | -      | -      | -      | -      |
| T. Sander    | 27        | 376       | 308       | 44        | 24        | 1            | 11           | 11           | 0            | 0            | 28     | 387    | 319    | 44     | 24     |
| A. White     | 23        | 38        | 32        | 0         | 6         | 1            | 0            | 0            | 0            | 0            | 24     | 38     | 32     | 0      | 6      |
| A. Zingel    | 27        | 229       | 153       | 59        | 17        | 1            | 8            | 6            | 1            | 1            | 28     | 237    | 159    | 60     | 18     |

P = presenze; PT = punti totali; AV = attacchi vincenti; MV = muri vincenti; BV = battute vincenti